# Lethbridge (Alberta)
Lethbridge is een stad in Canada gelegen in de provincie Alberta. Lethbridge beslaat een oppervlakte van 127,19 km² en ligt nabij de Rocky Mountains ten zuidoosten van Calgary aan de Oldman River op ruim 900 meter boven zeeniveau. De stad telde in 2021 98.406 inwoners.
Lethbridge begon als een nederzetting in een mijnbouw gebied. In 1885 werd een spoorweg aangelegd waarna het in belang begon toe te nemen. In 1906 werd Lethbridge officieel een stad.
In Lethbridge wonen vele (nakomelingen van) Nederlandse emigranten. Er bevindt zich een Gereformeerde Gemeente (Netherlands Reformed Congregation) met 981 leden en nabij Lethbridge (in Monarch) een Gereformeerde Gemeente in Nederland met 207 leden.

## Geboren
- Bertram Brockhouse (1918-2003), natuurkundige en Nobelprijswinnaar (1994)
- Athena Karkanis (1981), actrice